# Villagatón
Villagatón es un municipio y lugar español de la provincia de León, en la comunidad autónoma de Castilla y León. Cuenta con una población de 636 habitantes (INE 2024).

## Geografía
Integrado en la comarca de La Cepeda, está situado a 61 kilómetros de la capital provincial. El término municipal está atravesado por la Autovía del Noroeste entre los pK 347 y 353.
El extenso término municipal está asentado en los Montes de León por lo que la altitud oscila entre los 850 metros (al suroeste, junto al arroyo de la Silva, cerca de Torre del Bierzo) y los 1400 metros (al norte, en la Sierra de Gistredo, en el límite con la comarca de Omaña). Los picos más relevantes del territorio son Alto Manzarnoso (1336 metros), Cueto Andaneiro (1230 metros) y El Testeso (1224 metros). El puerto del Manzanal (1229 metros) sirve de paso natural de la Maragatería hacia El Bierzo. Los pequeños ríos y arroyos son numerosos en este territorio montañoso, pertenecientes todos ellos a la cuenca del río Duero. El embalse de Villagatón represa las aguas de algunos arroyos y sale en forma de río Porquero.
El núcleo urbano se divide en dos zonas, la calle La Corredera dirección hacia Brañuelas desde Requejo, y la zona centro aledaña a la iglesia. La construcción de una nueva carretera entre Brañuelas y Quintana del Castillo ha descongestionado la calle Corredera, hasta ahora paso obligado de la carretera comarcal CV-140-11. El cementerio se encuentra saliendo del pueblo en dirección a Requejo.
Cuenta con pocas calles ya que el pueblo se desarrolla a lo largo. Una de estas calles es la del Palacio, llamada así porque anteriormente alojó el palacio del Conde Gatón, repoblador de la comarca en tiempos de su hermano Ordoño I y que da nombre a la villa.
El pueblo está asentado a las orillas del río Porcos, antes truchero, en cuyo curso y sobre la villa, se ha creado un pantano, pendiente aún de crearse la comunidad de regantes. La zona de montes comunales es rica en pinares, y hay también molinos eólicos.
| Noroeste: Igüeña           | Norte: Igüeña y Valdesamario | Noreste: Valdesamario       |
| Oeste: Torre del Bierzo    |                              | Este: Quintana del Castillo |
| Suroeste: Torre del Bierzo | Sur: Brazuelo                | Sureste: Magaz de Cepeda    |

### Núcleos de población
El municipio está integrado por las siguientes localidades:
- Brañuelas
- Culebros
- Manzanal del Puerto
- Montealegre
- Requejo y Corús
- La Silva
- Ucedo
- Valbuena de la Encomienda
- Villagatón
- Los Barrios de Nistoso
- Nistoso
- Tabladas
- Villar

## Fauna y flora
En los montes circundantes abunda el corzo, la liebre, la raposa (nombre que se le da en la zona al zorro) y variedad de aves. También pueden encontrarse jabalíes. Hay un coto de caza, y recientemente se ha instaurado un coto micológico, en el que se encuentran entre otras la macrolepiota y el boletus edulis.
Del pueblo destacan las patatas, la remolacha, la cebada, y el trigo. Las huertas dan variedad de lechugas, calabacines, judías verdes (habas o vainas), zanahorias, acelgas, ajos, calabazas y berzas. En ganadería destaca el ganado vacuno, compaginado con animales de corral. Hasta hace pocos años existía la vecera, que consiste en la recogida del ganado vacuno del pueblo por la mañana para subirlo a pastar a los prados más altos y bajarlo por la noche. Este pastoreo lo realizaba un vecino cada vez, y eso dio nombre a la vecera->becera. Actualmente un único ganadero realiza esta tarea para sí.
En lo que respecta a la flora, el más representativo es el brezo, cuyas raíces o tuérganos, de gran poder calorífico, formaban antiguamente parte importante de la economía. Hay pinos, robles, castaños, salgueros, escobas y variedad de frutales como manzanos, ciruelos y perales, y en cuanto a arbustos, la retama o escoba abunda por doquier. También mencionar el tomillo, la milenrama, el escaramujo, la manzanilla amarga, la cola de caballo, el diente de león, y variedad de frutos rojos.

## Historia
En el siglo IX, Gatón, conde del Bierzo, funda la población de Villagatón, incluyendo su nombre. 
Bajo mandato de repoblar tierras hacia el Duero del rey  Ordoño I de Asturias, tras hacer lo propio en la comarca de El Bierzo, se encarga de seguir la repoblación hacia Astorga, creando en el año 853, entre otras, la población de Villagatón.

## Demografía
Cuenta con una población de 636 habitantes (INE 2024).
| Gráfica de evolución demográfica de Villagatón entre 1842 y 2021                                                      |
| |
| Población de derecho según los censos de población del INE. Población de hecho según los censos de población del INE. |

## Comunicaciones
La única estación ferroviaria en todo el municipio se encuentra situada en Brañuelas, donde efectúan parada trenes de Media Distancia.

## Servicios

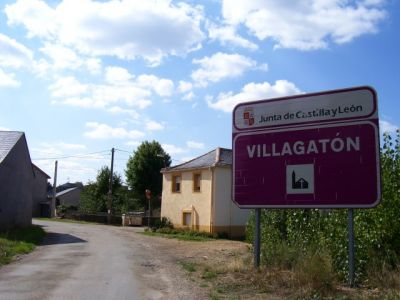
Entrada a Villagatón

Cuenta con los siguientes servicios: dispensario médico, bar (La Cantina), iglesia, la plaza de la Iglesia y su parque, área de juego infantil de la escuela, pista polideportiva y dos merenderos, uno junto a la antigua escuela y otro en la que fue la era comunal. Aunque no hay farmacia, el farmacéutico de Brañuelas se desplaza al dispensario cuando viene el médico. También cada día se recibe el pan desde Cogorderos, y varios vendedores ambulantes pasan regularmente por la vecindad. El sacerdote procede del Obispado de Astorga, a cuya diócesis pertenece la parroquia.

## Cultura
La población es de arraigadas tradiciones, conservándose la de colocar un ramito de escoba en las puertas de las casas la noche de San Juan para evitar que arda la casa con los fuegos de esa noche, la celebración del magosto o fiesta de la recolección de la castaña, y sobre todo, la matanza del cerdo. Con la ayuda de familiares y vecinos se trocea el animal, y se lavan las tripas en el río, para luego proceder a la manufactura de embutidos, chorizos, botillos, chichos, lomos curados, unto, derrita, etc, que se curarán después en los cobertizos o desvanes con fogatas para combatir las bajas temperaturas de la zona. Las nieves suelen cubrir el pueblo en invierno, y entonces o cuando llueve aún puede verse algún vecino/a con madreñas. También es habitual que se hagan conservas caseras (aquí llamadas embotados) de tomate, pimientos, judías verdes (vainas), moras, y aguardientes caseros de frutas o hierbas.
Los hombres suelen reunirse en La Cantina, al mediodía al blanco, y por la tarde, para jugar a la baraja, al tute o la subasta. En el edificio de la antigua escuela se reúnen periódicamente las mujeres de la villa (en un grupo llamado La Gatera, ya que a los habitantes de la villa se les llama gatos) para socializarse, realizando manualidades, ensayos del coro de la Iglesia y otras actividades culturales y lúdicas.

### Patrimonio
La iglesia, de belleza singular, posee además la particularidad de estar inclinada, no la espadaña como parece observando a primera vista, sino la torre. Restaurada recientemente, aloja además una pila bautismal muy antigua de gran valor artístico.

### Fiestas
Sus fiestas se celebran el 8 y 9 de septiembre, siendo el 8 la Fiesta y el 9 la Fiestina, y además de otros festejos se hace una procesión con el pendón. El 26 de diciembre es el día del patrón del pueblo, San Esteban. En el mes de agosto, en el que familiares y veraneantes llenan el pueblo, se celebra la Fiesta del Turista, que organiza La Cantina.